# Milagro

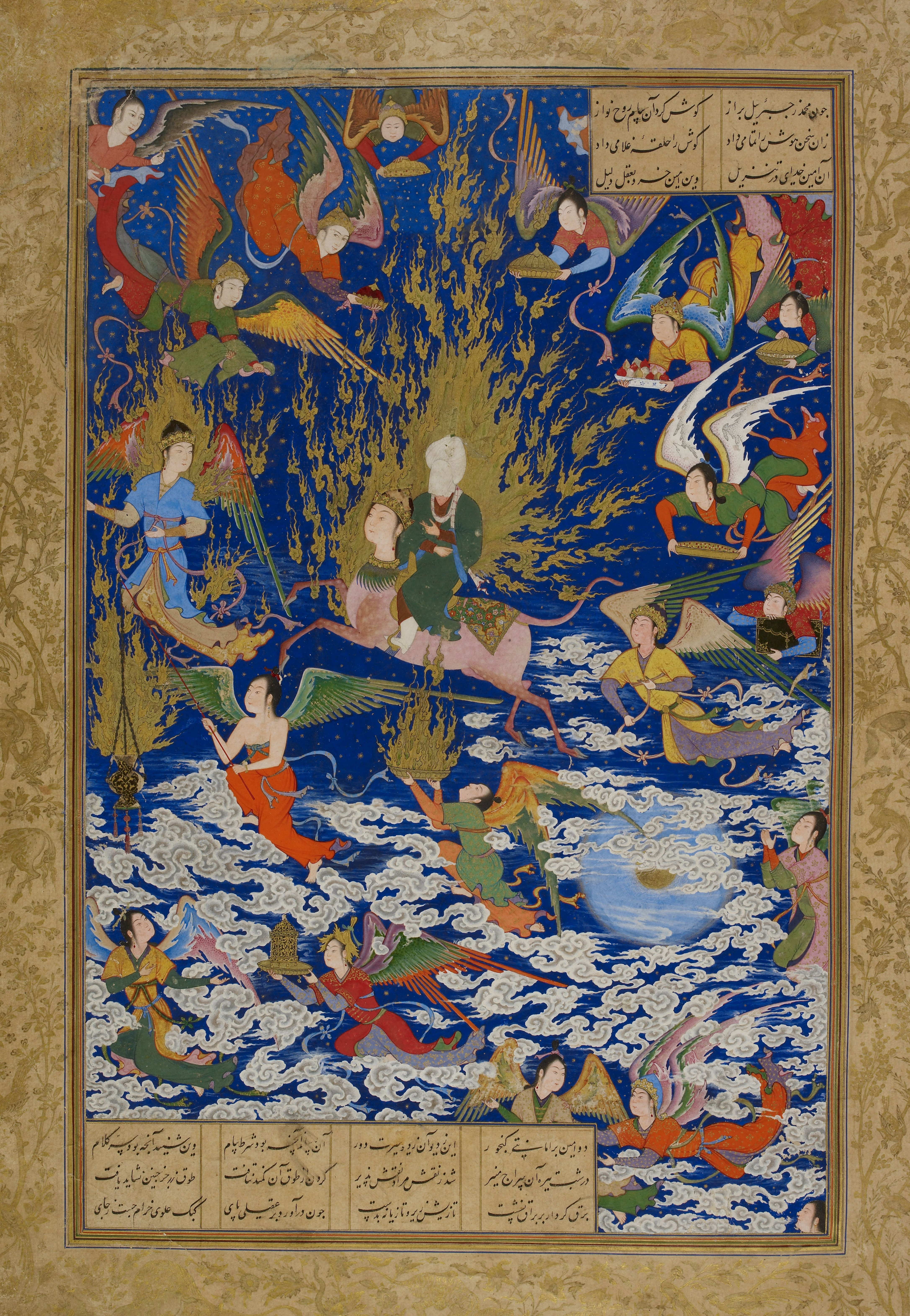
Una miniatura persa del homenajeando el ascenso de Mahoma a los Cielos, viaje conocido como miʽraj. La cara de Mahoma está velada, una práctica común en el arte islámico.

Un milagro es el concepto dado a un hecho muy inusual que se cree que es sobrenatural y se atribuye a la intervención divina.

1. m. Hecho no explicable por las leyes naturales y que se atribuye a intervención sobrenatural de origen divino.
Diccionario de la Lengua Española (Vigesimosegunda edición)

Un milagro es un suceso que no sería explicable por leyes naturales o científicas. Tal acontecimiento puede atribuirse a un ser sobrenatural (especialmente una deidad), magia, un hacedor de milagros, un santo o un líder religioso. Los teólogos indican que estos hechos son prueba de la divina providencia.
De manera informal, la palabra milagro se usa a menudo para caracterizar cualquier suceso beneficioso que sea estadísticamente poco probable pero no contrario a las leyes de la naturaleza, como sobrevivir a un desastre natural, o simplemente una casualidad, independientemente de la probabilidad, algunas coincidencias pueden verse también como milagros.

## Etimología
La palabra milagro, antiguamente miraglo, encuentra su origen en el latín miraculum, palabra derivada del verbo mirari, que significa «admirarse» o «contemplar con admiración, con asombro o con estupefacción». Los latinos llamaban miraculum a aquellas cosas prodigiosas que escapaban a su entendimiento, como los eclipses, las estaciones del año y las tempestades..
Esta forma latina se mantiene en inglés y francés como miracle, y en italiano como miracolo, entre otras lenguas neolatinas.
Es así como, desde el punto de vista etimológico, la palabra milagro no dice relación necesariamente con una cierta intervención divina, sino que se liga al asombro ante lo inefable, tal como lo plantearan los latinos. A raíz de esto, milagro también puede referirse a un "Suceso o cosa rara, extraordinaria y maravillosa", sin implicar fuerzas divinas.

## Historia
Desde la Antigüedad se viene creyendo en el poder de realizar milagros. Al dios griego de la medicina, personificado en Asclepio (Salvador del Mundo), se atribuía el poder de obrar curaciones prodigiosas, incluso resucitar muertos. Desde el siglo VI a. C. se creó una red de templos en su nombre en los que los fieles hacían votos para pedir o agradecer curaciones; el ejemplo más conocido es el santuario de Epidauro. Los seguidores del filósofo y matemático Pitágoras de Samos —asimismo divinizado por estos— otorgaban a su maestro dones portentosos, por lo que su figura fue asociada a múltiples leyendas de tipo milagroso.
También en la Antigua Grecia, al menos desde la época arcaica, se consideraba normal el que los dioses y los antepasados divinizados intervinieran para proteger a las distintas ciudades o estados y decidir sus destinos en sentido favorable para estos. Así, ha quedado constancia de la opinión de los griegos respecto a la autoría efectiva de su victoria en las guerras médicas frente a los persas: «No fuimos nosotros, sino los dioses y los héroes quienes la lograron».
Según testimonios de textos y fragmentos de la Antigüedad, se ha atribuido al hiperbóreo Abaris y a filósofos como Epiménides y Empédocles de Agrigento capacidades extraordinarias y milagrosas, tales como la de «marchar por los aires» en el caso del primero. Por su parte, Empédocles (siglo V a. C.) —también adorado como un dios— era llamado «domador de los vientos» por su capacidad de aplacar el aire huracanado; asimismo, logró cambiar el curso de dos ríos —según otra versión, taponó el desfiladero de una montaña— para contener un episodio de peste en Selinunte, y practicó curaciones milagrosas, incluida la resurrección de una mujer que llevaba, según el relato de Heráclides recogido por Diógenes Laercio, treinta días sin pulso ni respiración.
Otro famoso hacedor de milagros, ya en época más tardía, fue Apolonio de Tiana (siglo I d. C.), al que también se atribuían resurrecciones de muertos. Contemporáneo suyo fue el emperador Vespasiano, del que el historiador romano Tácito narra dos curaciones milagrosas que habría realizado en el año 69 en Alejandría: «Cierto alejandrino le pidió quejumbroso la curación de su ceguera, en conformidad con la indicación del dios Serapis, al que el pueblo supersticioso venera más que a los restantes. Y suplicó al soberano que tuviera a bien echarle saliva en las mejillas y en las cavidades oculares. Otro hombre con una mano enferma suplicó conforme al consejo del mismo dios que el soberano tuviera a bien poner la planta del pie sobre su mano. [...] Y la mano se tornó utilizable en el acto, y el ciego recobró la luz ocular» (Historias 4, 81).

## Afirmaciones de milagros

### Cristianismo

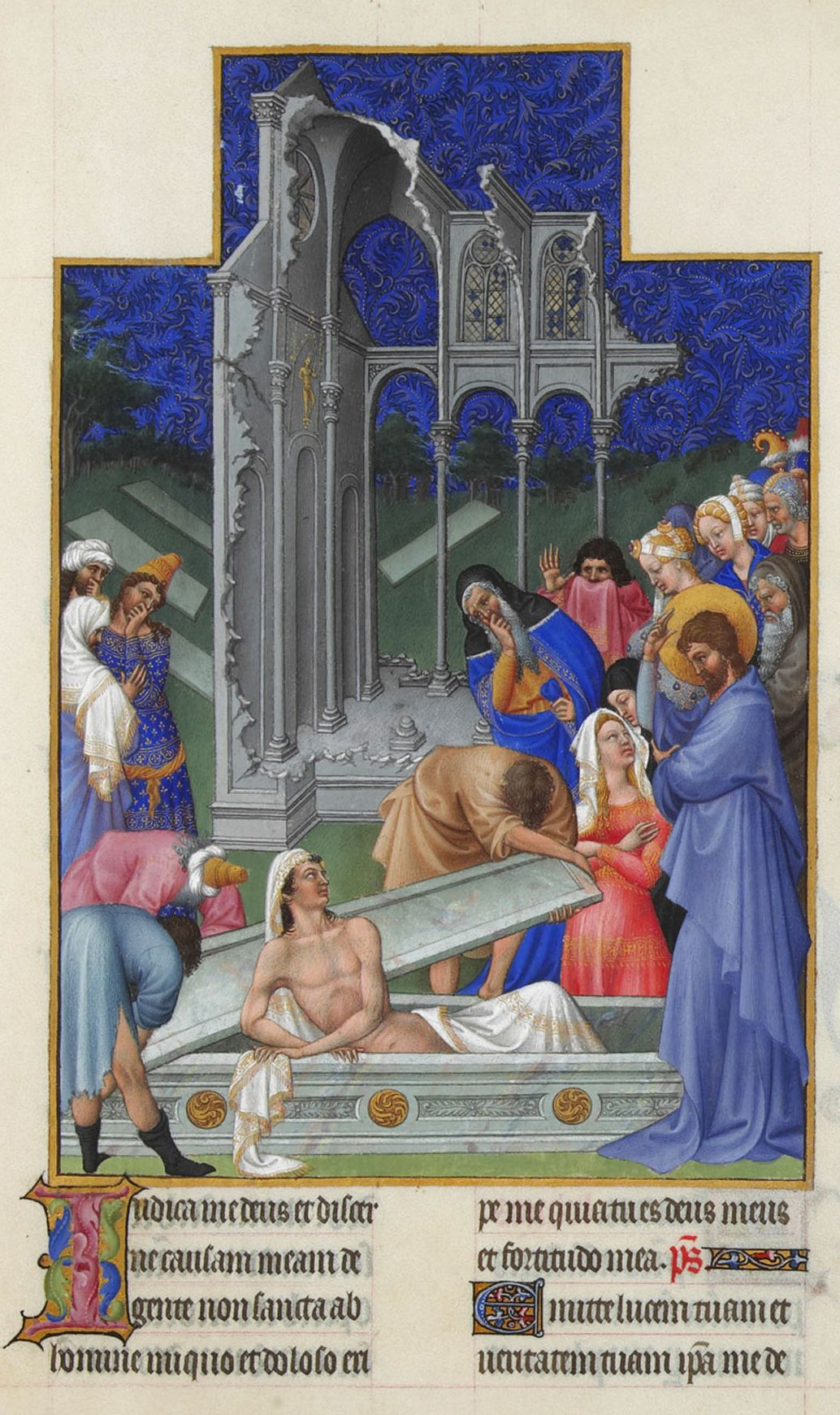
Resurrección de Lázaro, (c. 1410) folio 171r de Très Riches Heures du Duc de Berry. Musée Condé, Francia.

Según el cristianismo, un milagro es en sí un hecho sobrenatural en el cual se manifiesta el amor de Dios hacia los seres humanos.
En el caso del Nuevo Testamento se encuentra una gran cantidad de milagros, principalmente aquellos realizados por Jesús. A Jesucristo se le atribuyen, de acuerdo a textos neotestamentarios y apócrifos, los milagros de resucitar muertos, control de la naturaleza, curación de ciegos, leprosos y enfermos, entre otros.
Cuando se analiza un relato de milagro desde la perspectiva literaria, no se hace ningún juicio sobre su valor histórico. La investigación histórica tienen sus propias reglas, que son diferentes de las literarias.
En el catolicismo, la rama del cristianismo más extendida, es común que se presenten diversos testimonios de personas que aseguran haber recibido milagros por intercesiones de santos y santas canónicos (ejemplo: San Martín de Porres, San Benito, San Francisco de Asís), ángeles (como el Arcángel Miguel) , de la Virgen María, sacerdotes (Padre Pío, Cura de Ars), monjas (Teresa de Calcuta), profetas, apóstoles de Jesús (Judas Tadeo, Pablo de Tarso, etc) y santos no canónicos (Juan Soldado, Jesús Malverde)
Pablo de Tarso presentó el carisma de obrar curaciones y el poder de obrar milagros como procedentes del espíritu de Dios y destinados al bien común:

En cuanto a los dones espirituales, no quiero, hermanos, que estéis en la ignorancia. (...) A cada cual se le otorga la manifestación del Espíritu para provecho común. Porque a uno se le da por el Espíritu palabra de sabiduría; a otro, palabra de ciencia según el mismo Espíritu; a otro fe, en el mismo Espíritu; a otro carisma de curaciones, en el único Espíritu; a otro, poder de milagros; a otro, profecía; a otro, discernimiento de espíritus; a otro, diversidad de lenguas; a otro, el don de interpretarlas. Pero todas estas cosas las obra un mismo y único Espíritu, distribuyéndolas a cada uno en particular según su voluntad.
(I Corintios 12, 1.7-11; Biblia de Jerusalén)

Para el cristianismo en general, el milagro sería un hecho sin explicación científica razonable.
Agustín de Hipona ofreció la siguiente definición de milagro: «Milagro llamo a lo que, siendo arduo e insólito, parece rebasar las esperanzas posibles y la capacidad del que lo contempla» (De utilitate credendi, 16,34). Pero el mismo autor no pone tanto énfasis en los milagros como «desafíos a las leyes naturales». Agustín de Hipona marca que todos los hechos (ordinarios o extraordinarios) tienen una significación religiosa: visto desde el punto de vista de la fe, «tanto el crecimiento de la mies como la multiplicación de los panes tienen el sello del amor y del poder del Dios».

#### Iglesia católica
Tomás de Aquino, en el siglo XIII, definió milagro como algo hecho por Dios más allá de las causas conocidas por los hombres (cf. Suma teológica, I parte, q. 105, a. 7).
En la actualidad, la fe y la ciencia no se consideran excluyentes en la Iglesia católica, según señala el Concilio Vaticano II:

«[...] por la propia naturaleza de la creación, todas las cosas están dotadas de consistencia, verdad y bondad propias y de un propio orden regulado, que el hombre debe respetar con el reconocimiento de la metodología particular de cada ciencia o arte. Por ello, la investigación metódica en todos los campos del saber, si está realizada de una forma auténticamente científica y conforme a las normas morales, nunca será en realidad contraria a la fe, porque las realidades profanas y las de la fe tienen su origen en un mismo Dios. Más aún, quien con perseverancia y humildad se esfuerza por penetrar en los secretos de la realidad, está llevado, aun sin saberlo, como por la mano de Dios, quien, sosteniendo todas las cosas, da a todas ellas el ser. Son, a este respecto, de deplorar ciertas actitudes que, por no comprender bien el sentido de la legítima autonomía de la ciencia, se han dado algunas veces entre los propios cristianos; actitudes que, seguidas de agrias polémicas, indujeron a muchos a establecer una oposición entre la ciencia y la fe.
Gaudium et Spes 36, 2 – Concilio Vaticano II

Como consecuencia de lo anterior, la posición actual de la Iglesia católica no es opuesta a la ciencia. El milagro no es considerado hoy un "suceso mágico" que controla las fuerzas cósmicas, sino -en la postura de los creyentes- un suceso que dependería de Dios (de quien, por otra parte, también dependerían todas las leyes naturales). Para los creyentes, científicos o no, la atención no se centra en lo sorprendente o extraordinario del hecho ocurrido, sino en la autoridad de quien supuestamente lo realizó (Dios). Además, el milagro, en el pensar de los creyentes, solo se concede por motivos que escapan al intelecto del ser humano, y que se sitúan en el mismo misterio de Dios.
Hay, pues, hechos que resultan para la ciencia "inexplicables" por las leyes naturales, al menos hasta el día de hoy. La forma de interpretación de esos hechos depende de la creencia o del pensamiento de cada cual, y no definen al hecho en sí, sino al individuo que lo interpreta.

#### Cristianismo evangélico
Para la mayoría de los  cristianos evangélicos, el biblicismo asegura que los milagros descritos en la Biblia siguen siendo relevantes y pueden estar presentes en la vida del creyente. Las curaciones, los éxitos académicos o profesionales, el nacimiento de un niño después de varios intentos, el final de una adicción, etc., serían ejemplos tangibles de la intervención de Dios con el  fe y  oración, por el Espíritu Santo. En la década de 1980, el movimiento neo-carismático volvió a enfatizar los milagros y la curación por la fe.  En ciertas iglesias, un lugar especial está reservado para  curaciones con imposición de manos durante el servicio o para campañas de evangelización. La curación por la fe o curación divina se considera una herencia de Jesucristo adquirida por su muerte y resurrección.

### Budismo
El Haedong Kosung-jon de Corea (Biografía de los monjes de las alturas) registra que el rey Beopheung de Silla había deseado promulgar el budismo como la religión de estado, pero que fue impedido por los oficiales de la corte. En el décimo cuarto año de su reinado, el "Gran Secretario" de Beopheung, Ichadon, concibió una estrategia para vencer a la oposición cortesana. Ichadon lo convenció de proclamar al budismo como religión oficial a través de un sello real. Le dijo que en cuanto los oficiales la recibieran, debía negarla y exigir una explicación. Ichadon confesaría en su lugar y aceptaría la pena de muerte y así sería rápidamente considerada una falsificación. Ichadon le profetizó al rey de que en su ejecución un maravilloso milagro convencería a los oficiales sobre la grandeza del budismo. Todo iba según lo planeado y los oficiales mordieron el anzuelo. Entonces, cuando Ichadon fue ejecutado en el décimo quinto día del noveno mes del año 527, se cumplió su profecía; la tierra se sacudió, el sol se oscureció, bellas flores llovían sobre sus cabezas, su cabeza amputada voló a las sagradas montañas Geumgang y se roció leche en vez de sangre treinta metros sobre su cadáver decapitado. Los opositores aceptaron el augurio como una manifestación de la aprobación del Cielo y ese día el budismo se convirtió en religión oficial en el año 527 d. C.
El Honchō Hokke Reigenki (c. 1040) de Japón relata diversos milagros budistas. Los milagros desempeñan un papel importante en la veneración de las reliquias budistas en el sudeste asiático. Así, Somawathie Stupa en Sri Lanka es sitio de peregrinaje cada vez más popular y un destino turístico debido a los múltiples reportes sobre rayos de luz milagrosos, apariciones y relatos modernos, que a menudo se han registrado en fotografías y videos.

### Islam
El Islam atribuye a su profeta Mahoma diversos milagros, el mayor de los cuales se considera que fue la redacción del propio Corán. La gran mayoría de dichos milagros se relatan no en el propio Corán sino en los hadiz (dichos y acciones atribuidos a Mahoma por sus coetáneos, compilados muchos de ellos en la Sunna). Entre los milagros comúnmente atribuidos al profeta se incluyen la multiplicación de comida, la generación de agua, conocimientos ocultos, profecías, curaciones, castigos y poder sobre la naturaleza.
Existen también milagros descritos en biografías de maestros sufíes de distintas épocas, entre los cuales están la clarividencia, la invisibilidad, la teletransportación, la producción de alimentos y la curación.

### Judaísmo
En el Tanaj hebreo ya desde antiguo se refieren hechos y curaciones milagrosas que bien pudieron haber influido en la tradición cristiana al respecto. En concreto, en II Reyes (libro canónico también del Antiguo Testamento cristiano) se narran varios prodigios atribuidos al profeta Eliseo, como una multiplicación de alimentos (2 Re 4,42-44), resucitar muertos (2 Re 4,34 ss.), curación de ciegos y viceversa (provocación de ceguera en videntes - 2 Re 6,18 ss.).

## Escepticismo
Spinoza, en el siglo XVII, fue pionero en la crítica de los milagros. Superando la mera postura escéptica, el filósofo neerlandés argumentó en el Tratado teológico-político que su ocurrencia era imposible. Se basaba en que «no se puede contravenir la naturaleza, ya que sigue un orden fijo e inmutable» y este ha sido decretado por Dios. La única explicación de que algunos afirmen su existencia residiría en la ignorancia o falta de conocimiento acerca del orden de la naturaleza. Un siglo más tarde, David Hume se limitará a considerar la ocurrencia de hechos milagrosos como extremadamente improbable o inverosímil.
El filósofo Karl Popper argumentó que los milagros, entendidos como una intervención en el universo de una entidad todopoderosa superior al propio universo, no pueden ser estudiados por el método científico. Según Popper, una proposición no puede considerarse ajustada al método científico si fuese imposible verificar su eventual falsedad. Hablando de los milagros mismos, científicamente, se pueden hacer hipótesis que buscan explicar un determinado fenómeno, para demostrar o no una explicación al suceso por medio de un experimento. El problema es que, muchos de los que afirman la existencia de milagros, suelen no efectuar un análisis serio antes de concluir que algo no tiene explicación. Además, parece para muchos una contradicción lógica afirmar que a "algo que no tiene explicación científica" pueda atribuírsele una "explicación sobrenatural". Eso hace que el, en parte del mundo académico,  la existencia de milagros haya perdido credibilidad -aún para personas teístas liberales. El escepticismo científico busca descartar su existencia por medio de la lógica y mediante explicaciones naturales y analizar críticamente las evidencias dadas a una afirmación milagrosa.[cita requerida]
El psiquiatra Sigmund Freud escribía que, a la ciencia le corresponde encontrar una verdad objetiva detrás de las cosas y, por lo tanto, no es posible declarar que la ciencia es solo un campo de la actividad humana, y que la interpretación "mágica" (o de religiosos conservadores) sea un campo "diferente".[cita requerida] Se trata de un argumento que suele ser usado para reclamar la "veracidad" de hechos no ordinarios, argumento que suele ser simplemente una interpretación personal dada sobre la base de sus creencias. Freud llama a la búsqueda de la verdad e insta a hacer una crítica a las creencias que quieran usurpar el terreno de la objetividad y de la misma ciencia.[cita requerida] En la psicología, la práctica en la religión, religión popular y superstición, la correlación es un presupuesto que relaciona rituales religiosos, oraciones, sacrificios u observancias de un tabú con ciertas expectativas de beneficio y recompensa se le conoce como pensamiento mágico, predisponiendo al practicante a interpretar los eventos futuros como producto de una intervención sobrenatural.
Se suele invertir la carga de prueba por parte de quien afirma la existencia de un milagro. Sin embargo, desde el punto de vista de la filosofía de la ciencia, "quien dice que algo existe es quien lo debe demostrar", mediante razones lógicas. En ese caso, la carga de prueba del escéptico se restringe a refutar y descartar la descripción del milagro. Por esa misma razón, en el pensamiento escéptico, la posibilidad de un milagro se autodestruye cuando la atribución de milagro a un suceso se funda únicamente en la percepción o el pensamiento subjetivo. Eso, porque desde el siglo XVIII, el empirismo dejó expuesto que las sensaciones y percepciones comunes pueden engañarnos.[cita requerida]
Por lo tanto, no se puede afirmar que no existan razones, dentro del mundo académico, para sostener una postura escéptica ante tales sucesos, puesto que pueden ser analizados en el marco de la lógica, como hizo David Hume.[cita requerida] A veces, los llamados "milagros" en sentido laxo carecen de una investigación seria, y no suelen tomar en cuenta otros aspectos que pueden ser condicionantes de la opinión: fanatismo, efecto placebo, apofonias, remisiones espontáneas naturales en compañía de la ley de los números realmente grandes, efectos de tratamientos previos, o el estado psíquico o emocional de la persona.[cita requerida]
Sin embargo, no es posible generalizar una única postura científica. "Le Bureau des Constatations Médicales" y de "Le Comité Médical International" de Lourdes, que rigen el análisis científico de las curaciones producidas en Lourdes, siguen protocolos estrictos. Para que una curación se considere "inexplicable" para la ciencia se deben cumplimentar una serie de requisitos, entre los que se cuentan: (a) que la dolencia sea incurable; (b) que se haya puesto de manifiesto la total ineficacia de los medicamentos o protocolos empleados en el tratamiento de dicha dolencia; (c) que la curación haya sobrevenido de manera instantánea o casi instantánea; (d) que la curación haya sido absoluta; (e) que la curación no sea resultante de una interpretación derivada del estado psíquico de la persona.
De los aproximadamente 7000 casos de curaciones registrados en expedientes, solo 67 han sido reconocidos como "milagros". Tal es el grado de rigor manifestado en este tema que la curación de Marie Bailly, aquejada de peritonitis tuberculosa en último estado (el famoso "Dossier 54" de los Archivos de "Le Bureau des Constatations Médicales" de Lourdes), y testimoniada por el Dr. Alexis Carrel (premio Nobel de Medicina en 1912), no se encuentra incluida entre los casos considerados "milagrosos" por la Iglesia Católica, simplemente por una insuficiente constatación del estado psíquico de la paciente previo a su curación.
En una opinión editorial, el Center for Inquiry calificó algunas de las certificaciones del Bureau como «vagas y poco científicas». Desde diciembre de 2008 "Le Comité Médical International" de Lourdes dirigido por el doctor Patrick Theiller cesó en definir cualquier curación como milagro. Jamey Keaten puntualizó los conceptos del secretario de ese panel internacional de médicos: el Bureau sigue reconociendo casos de curación "notable", pero dejan en manos de la Iglesia decidir si se trata de "milagros".
Desde que David Hume demostró que nuestras percepciones pueden engañarnos, los "testimonios" carecen para algunos de credibilidad en el mundo académico. Desde el punto de vista médico, el milagro no es considerado por muchos una contradicción de las leyes de la naturaleza, sino una aceleración inexplicable del proceso normal de curación".